# Sphingosinkinase
Sphingosinkinase (SphK) ist eine Lipid-Kinase, welche die Phosphorylierung von Sphingosin zu Sphingosin-1-phosphat katalysiert. Sowohl Sphingosin wie auch Sphingosin-1-phosphat gehören chemisch gesehen zur Gruppe der Sphingolipide. Diese beiden Sphingolipide sind auf Grund ihrer Rolle in zellulären Signalprozessen relevant. Von der Sphingosinkinase sind 2 verschiedene Isoformen bekannt: SphK1 und SphK2. Die SphK1 ist im Zytoplasma der Zellen lokalisiert und wandert bei Aktivierung zu Zellmembran. Demgegenüber ist die SphK2 im Zellkern aufzufinden.

## Funktion

### Allgemein
Die grundlegende Funktion der Sphingosinkinase (SphK) ist die ATP-abhängige Synthese von Sphingosine-1-phosphat (S1P). S1P ist ein Lipid mit verschiedensten Funktionen, die überwiegend das Wachstum und Überleben von Zellen fördern. Das zur Synthese von S1P nötige Sphingosin kann von Zellen aus Ceramide gewonnen werden. Im Gegensatz zu S1P hat Ceramide durch Auslösung von Zellalterungs- (Zellseneszenz) und Zelltod-Prozessen (Apoptose) überwiegend negative Folgen auf das Zellwachstum. Auf Grund der gegensätzlichen Wirkung dieser eng verwandten Lipide wurde der Begriff des Sphingolipid-Rheostats geprägt. Damit ist gemeint, dass eine Zelle durch die Steuerung der in ihr enthaltenden Menge an S1P bzw. Ceramide ihre Überlebensfähigkeit beeinflussen kann. Durch eine gesteigerte Expression von SphK kann die Zelle das Gleichgewicht von Ceramide zu S1P verschieben, wodurch sie ihr eigenes Überleben verbessern kann. Mittlerweile zeigte sich, dass dieses Modell komplexer ist als zuvor angenommen, weshalb der Begriff des Sphingolipid-Rheostats seltener genutzt wird.

### Unterschiede zwischen SphK1 und SphK2
Bisher sind 2 verschiedene Untergruppen der SphK bekannt: SphK1 und SphK2. Der größte Unterschied zwischen diesen beiden Enzymen ist ihre Lokalisation innerhalb der Zelle. SphK1 ist innerhalb des Zellplasmas lokalisiert und wandert nach Aktivierung zu Zellmembran. Dort ist einerseits viel Sphingosin als Ausgangsstoff der Synthese vorhanden, andererseits das das produzierte S1P so direkt an die Umgebung der Zelle abgegeben werden. Im Gegensatz dazu ist die SphK2 insbesondere innerhalb des Zellkerns anzutreffen. Durch ihre unmittelbare Nähe zur nukleären DNA kann das produzierte S1P hier direkt über verschiedene Transkriptionsfaktoren die Genexpression regulieren. Diese Einteilung in SphK1 und SphK2 ist zwar wissenschaftlich etabliert, allerdings sollte beachtet werden das zahlreiche unterschiedliche Spleißvarianten dieser Enzyme existieren. Die als SphK1 und SphK2 bezeichneten Enzyme werden daher von manchen Autoren stattdessen als SphK1a und SphK2a bezeichnet. In beiden Fällen handelt es sich um die Isoformen mit der geringsten Anzahl an Aminosäuren, die in fast allen Studien untersucht werden. Ob es sich bei diesen Varianten auch um jene mit der höchsten physiologischen Relevanz handelt konnte bisher nicht bewiesen werden.

## Klinische Relevanz

### Neoplastische Erkrankungen
Insbesondere die SphK1 ist mit der Entartung von normalen Zellen zu Krebszellen assoziiert. Eine erhöhte Expression von SphK1 bewirkt erhöhte Konzentration von S1P und reduzierte Konzentrationen von Ceramide in den Zellen, wodurch diese ihrem Zelltod entgehen können und zu Krebszellen entarten. Eine erhöhte Expression von SphK1 ist deshalb mit einer schlechteren Prognose verbunden. Auch SphK2 scheint vergleichbare Effekte zu vermitteln.

### Kardiovaskuläres System
Die Expression von SphK1 scheint insbesondere mit der Ausprägung von Hypoxie-vermittelter pulmonaler Hypertension assoziiert zu sein. Dies bedeutet, dass der Anstieg dies Blutdrucks (Hypertension) im Lungenkreislauf (pulmonal) nach Sauerstoffmangel (Hypoxie) auf dieses Enzym zurückzuführen ist.